# Usovite
La usovite è un minerale.